# Zitadelle von Tal Afar

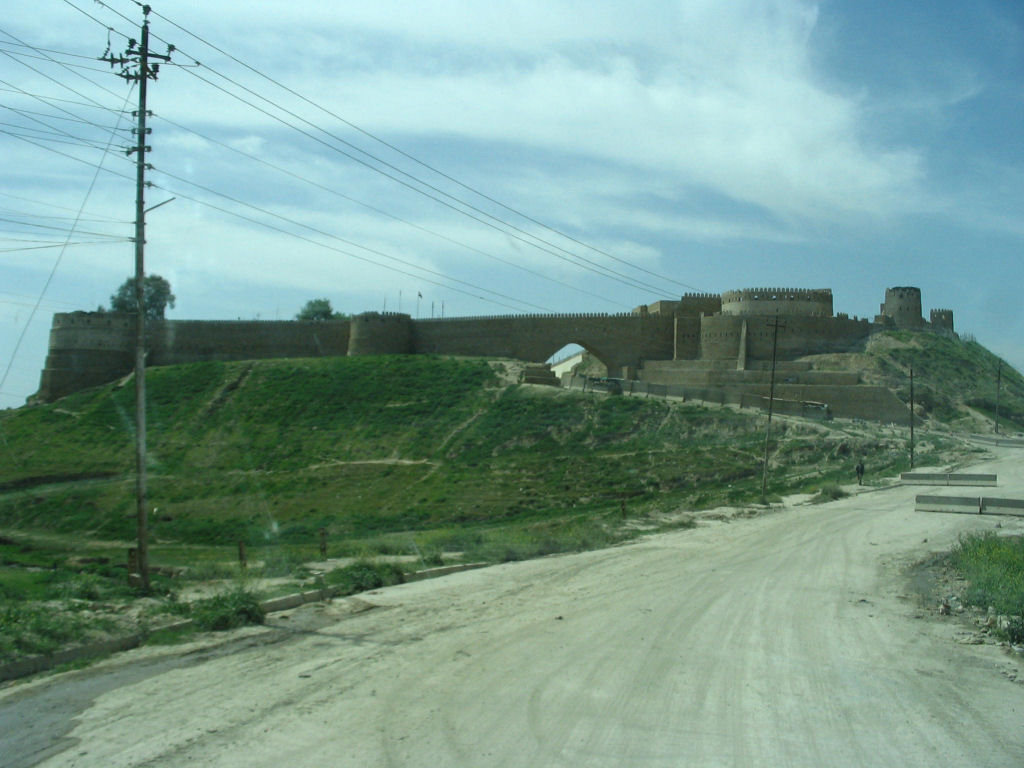
2007

Die Zitadelle von Tal Afar ist ein ehemaliger Garnisonsstandort im Irak, der im Osmanischen Reich angelegt wurde. Um sie herum bildete sich der Ort Tal Afar. 2005 nutzte die U.S. Army die Anlage. Ab 2014 besetzte der IS die Zitadelle. Im Dezember 2014 soll es zu Sprengungen durch den IS gekommen sein.